# Chris Nash
Chris Nash (Sault Ste. Marie, c. 1982) é um diretor de cinema, roteirista, produtor cinematográfico, editor e artista de efeitos especiais canadense, conhecido principalmente por seus trabalhos em produções de terror.

## Primeiros anos
Nascido em Sault Ste. Marie, na província de Ontário, Canadá, Nash cursou o ensino secundário na Central Algoma Secondary School, em Desbarats. No início da década de 2000, ele frequentou a escola de cinema da Universidade Iorque, em Toronto. Entusiasta do cinema de terror, cresceu assistindo a vários filmes do gênero, os quais o influenciavam a escrever histórias que sempre apresentavam um tom sombrio.

## Carreira
Enquanto frequentava a universidade, Nash começou a escrever, editar, produzir e dirigir seus primeiros curtas-metragens independentes. Em 2005, ele venceu o grande prêmio na competição de criadores de vídeo do Cinéfest Sudbury por seu curta Hawaii e, em 2006, foi premiado como melhor cineasta emergente no Worldwide Short Film Festival do Centro de Cinema Canadense por seu curta Day of John. Em 2014, ele roteirizou e assumiu a direção de um dos segmentos da comédia de terror coletiva ABCs of Death 2 e, em 2017, dirigiu o videoclipe da canção "One" para a banda The Birthday Massacre.
Seus primeiros trabalhos com longas-metragens incluem a fantasia de terror Lifechanger (2018) e a comédia de terror Psycho Goreman (2020), produções nas quais atuou no departamento de efeitos especiais. O primeiro longa escrito e dirigido por ele foi o slasher experimental In a Violent Nature, cujas filmagens iniciaram-se em 2021. Com produção e distribuição de IFC Films e Shudder, o filme estreou em janeiro de 2024 no Festival de Sundance e recebeu avaliações predominantemente favoráveis da crítica especializada. Uma sequência, In a Violent Nature 2, também com roteiro de Nash, foi anunciada na San Diego Comic-Con em julho do mesmo ano.

## Filmografia parcial

### Cinema
| Ano     | Título                | Diretor | Roteirista | Produtor | Editor | Efeitos especiais | Notas                        | Ref.   |
| ------- | --------------------- | ------- | ---------- | -------- | ------ | ----------------- | ---------------------------- | ------ |
| 2005    | Hawaii                | Sim     | Sim        |          |        |                   | Curta-metragem               | [ 2 ]  |
| 2005    | Day of John           | Sim     | Sim        |          |        |                   | Curta-metragem               | [ 3 ]  |
| 2007    | Please Stand By...    | Sim     | Sim        | Sim      | Sim    |                   | Curta-metragem               | [ 4 ]  |
| 2009-11 | Skinfection Trilogy   | Sim     | Sim        | Sim      | Sim    | Sim               | Trilogia de curtas-metragens | [ 4 ]  |
| 2011    | T Is for Thread       | Sim     | Sim        | Sim      | Sim    |                   | Curta-metragem               | [ 4 ]  |
| 2011    | Pathways              |         |            |          |        | Sim               | Curta-metragem               | [ 10 ] |
| 2012    | Broken Heart Syndrome |         |            |          |        | Sim               | Curta-metragem               | [ 10 ] |
| 2012    | A Pretty Funny Story  |         |            |          |        | Sim               | Curta-metragem               | [ 10 ] |
| 2014    | ABCs of Death 2       | Sim     | Sim        |          | Sim    |                   | Segmento "Z Is for Zygote"   | [ 4 ]  |
| 2018    | Lifechanger           |         |            |          |        | Sim               |                              | [ 4 ]  |
| 2020    | Psycho Goreman        |         |            |          |        | Sim               |                              | [ 7 ]  |
| 2024    | In a Violent Nature   | Sim     | Sim        |          |        |                   |                              | [ 4 ]  |

- Interpretou pequenos papéis no curta-metragem Bio Cop (2012) e nos longas Teddy Bomb (2014), The Void (2016) e Psycho Goreman (2020).[4]
- Creditado como compositor em The Walkers (2004) e ABCs of Death 2 (2014).[4]

### Vídeo musical
| Ano  | Canção | Artista               | Função  | Ref.  |
| ---- | ------ | --------------------- | ------- | ----- |
| 2017 | "One"  | The Birthday Massacre | Diretor | [ 6 ] |

## Prêmios e indicações
| Ano  | Premiação                                            | Obra        | Categoria                 | Resultado | Ref.  |
| ---- | ---------------------------------------------------- | ----------- | ------------------------- | --------- | ----- |
| 2005 | Shadows of the Mind Film Festival                    | Hawaii      | Melhor curta-metragem     | Venceu    | [ 2 ] |
| 2005 | Cinéfest Sudbury International Film Festival         | Hawaii      | Melhor vídeo amador       | Venceu    | [ 2 ] |
| 2006 | Canadian Film Centre's Worldwide Short Film Festival | Day of John | Melhor cineasta emergente | Venceu    | [ 5 ] |